# 조선미디어그룹
조선미디어그룹(Chosun Media Group)은 대한민국의 종합미디어 그룹이다.

## 매체
- 조선일보 - 신문
- 스포츠조선 - 신문
- 어린이조선 - 신문
- TV조선, TV조선2, TV조선3 - 방송
- 신조선 - 잡지
- 여성조선 - 잡지
- 주간조선 - 잡지
- 조선비즈니스리뷰 - 잡지
- 하버드비즈니스리뷰코리아 - 잡지
- 과학조선 - 잡지
- 수학조선 - 잡지
- 시사원정대 - 잡지
- 땅집고 - 부동산